# Helix lutescens
Espèce
Synonymes
- Helix (Helix) lutescens Rossmässler, 1837[2]
- Helix (Helix) lutescens[3]

Statut de conservation UICN

 LC  : Préoccupation mineure
Helix lutescens est une espèce d'escargots, des mollusques gastéropodes terrestres, de la famille des Helicidae.
Cette espèces est xérothermophile, c'est-à-dire qu'elle supporte à la fois le manque d'eau (xérophile) et les fortes chaleurs (thermophile).
Sa coquille a une hauteur de 35 mm pour une longueur de 35 mm. Helix lutescens se trouve essentiellement en Europe de l'Est (Pologne, Roumanie et Ukraine).